# Grand Prix de la Ville de Rennes 1993
Il Grand Prix de la Ville de Rennes 1993, quindicesima edizione della corsa e valida come evento UCI categoria 1.4, fu disputata il 4 aprile 1993 su un percorso di 203 km. Fu vinto dal francese Eddy Seigneur che terminò la gara in 4h36'09", alla media di 44,13 km/h.

## Ordine d'arrivo (Top 10)
| Pos. | Corridore            | Squadra   | Tempo    |
| ---- | -------------------- | --------- | -------- |
| 1    | Eddy Seigneur        | GAN       | 4h36'09" |
| 2    | François Simon       | Castorama | a 58"    |
| 3    | Thierry Claveyrolat  | GAN       | s.t.     |
| 4    | Paul Willerton       | Subaru    | s.t.     |
| 5    | Frank Van Den Abeele | Lotto     | s.t.     |
| 6    | Gérard Rué           | Banesto   | s.t.     |
| 7    | Jacques Jolidon      | Saxon     | s.t.     |
| 8    | Willy Willems        | Collstrop | s.t.     |
| 9    | Wanderley Magalhães  | Lotto     | s.t.     |
| 10   | Didier Rous          | GAN       | s.t.     |